# Maksim Botin
Maksim Botin (ur. 15 lipca 1983 roku w Moskwie) – rosyjski siatkarz, grający na pozycji przyjmującego. 

## Sukcesy klubowe
Mistrzostwo Rosji:
- 2006
- 2002, 2007, 2013
- 2010

Puchar Rosji:
- 2006

Superpuchar Rosji:
- 2009

Liga Mistrzów:
- 2010

Puchar Challenge:
- 2013